# Elaeocarpus fairchildii
Elaeocarpus fairchildii là một loài thực vật có hoa trong họ Côm. Loài này được Merr. mô tả khoa học đầu tiên năm 1951.